# Hendrik Leys

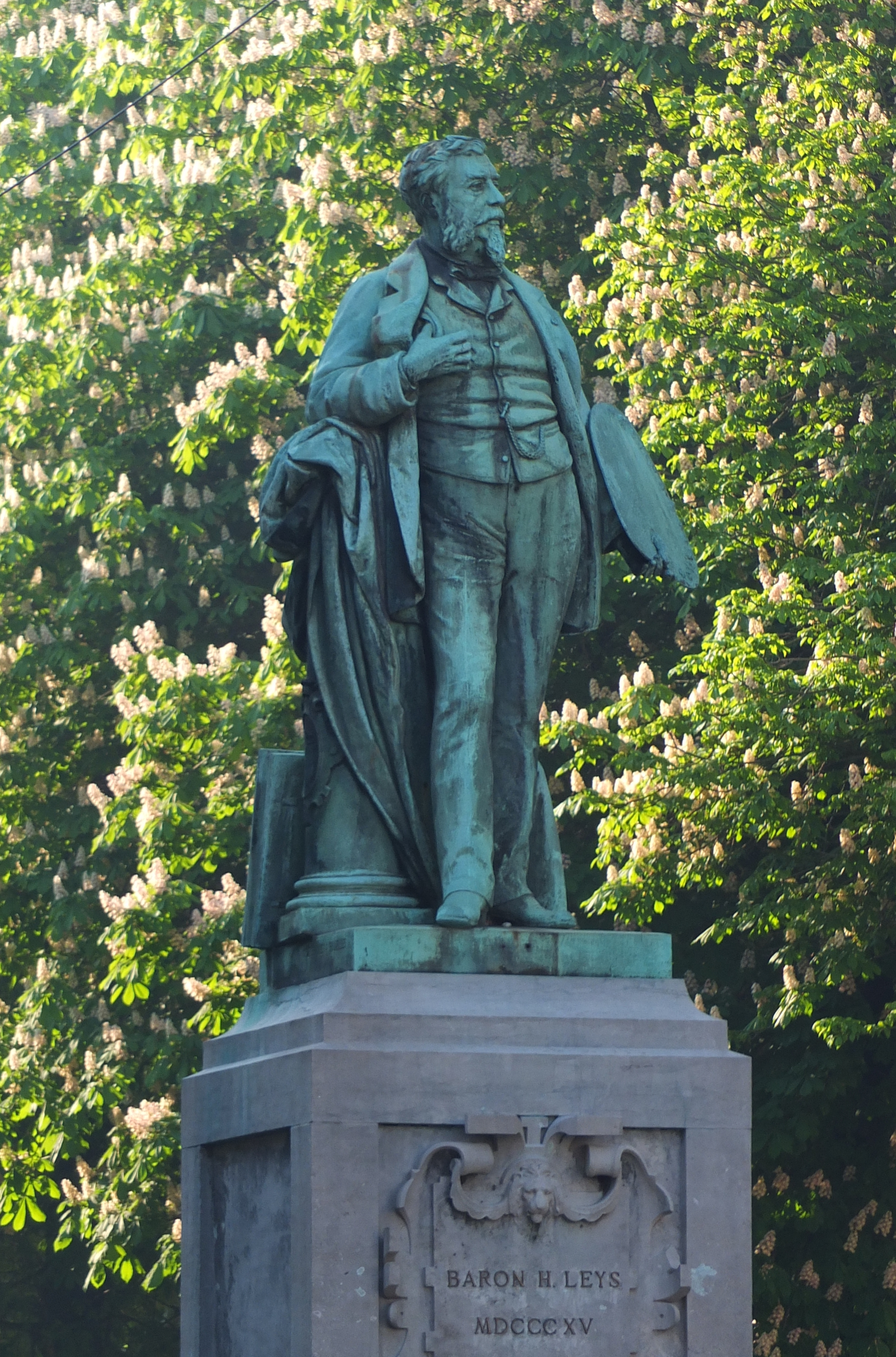
Standbeeld van Hendrik Leys in de Louiza-Marialei in Antwerpen

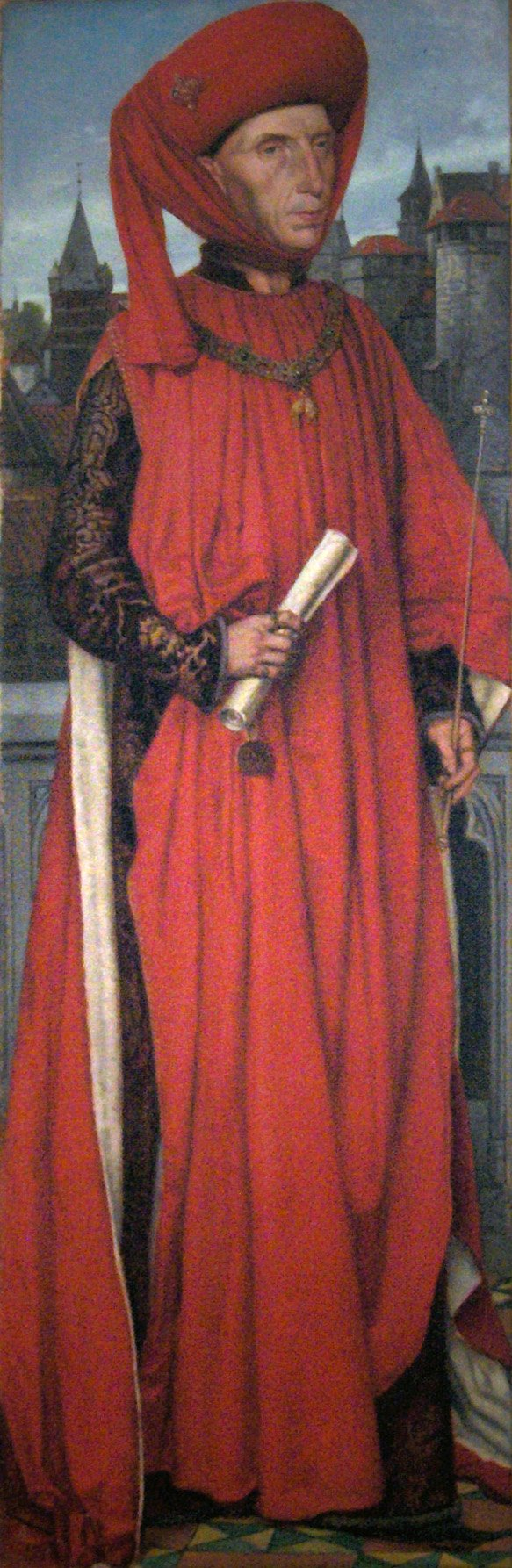
Filips de Goede, 1863, 107,5 × 37, Koninklijke Musea voor Schone Kunsten van België te Brussel

Hendrik Jan August (Hendrik / Henri) Leys (Antwerpen, 22 februari 1815 - aldaar, 25 augustus 1869) was een Belgisch schilder van historieschilderijen, genrestukken en portretten. Hij was ook graficus.

## Leven en werk
Hij werd opgeleid door Matthijs van Bree (1773-1839) en door zijn schoonbroer Ferdinand de Braekeleer (1792-1883).
Aanvankelijk schilderde hij historische taferelen in een vrij losse romantische schildertrant. Vanaf 1839 werd hij een 'pelgrim van het verleden'. Zijn schilderstijl werd sindsdien beïnvloed door de schilderkunst van de Vlaamse Primitieven en van de Duitse renaissance. Vooral de invloed van Albrecht Dürer, Hans Holbein de Jonge en Quinten Massijs (I) zijn aanwijsbaar, in het bijzonder in de werken die hij vanaf 1850 creëerde; met name in de typische, lineaire stijl ten nadele van het atmosferische sfumato, waar de lossere tendens in de romantiek op teruggreep. Historisch goed gedocumenteerd, schilderde hij vanaf dan niet alleen historische gebeurtenissen, maar ook voorstellingen van het alledaagse leven in het Antwerpen van de 16e eeuw. Behalve historische geloofwaardigheid streefde hij daarbij ook psychologische waarachtigheid na, in de zin van een meer sentimentele romantiek. Typische werken in die late stijl zijn de historische taferelen die hij creëerde voor het Antwerpse stadhuis.
Zijn historisch schilderij De Dertigdagenmis voor Berthal de Haze (1854) werd bekroond met de gouden medaille op de Wereldtentoonstelling van 1855 in Parijs. Hij kreeg eveneens internationale erkenning op de Wereldtentoonstelling van 1862 in Londen.

## Publieke activiteiten
Leys was niet enkel actief als kunstschilder.
- Hij was gemeenteraadslid in Antwerpen, van 1850 tot 1862. Hij ijverde er onder meer mee voor de heropening van de Schelde. Verder zetelde Leys in verschillende commissies.
- Samen met Jozef Lies, Jozef Dyckmans, Ferdinand de Braekeleer, Gustaaf Wappers, Nicaise de Keyser en andere Antwerpse kunstenaars behoorde hij tot de oprichters van de Antwerpse Kunstenaarsvereniging in 1849. In 1852 ging deze vereniging op in de Verbond van Kunsten, Letteren en Wetenschappen. In 1860 werd Leys voorzitter.
- Na het ontslag van Gustaaf Wappers als directeur van de Antwerpse Academie bepleitte Leys een hervorming van het bestuur en van de opleiding. Hij deed dit onder meer in de gemeenteraad.
- In de jaren 1860 was Leys lid van de Koninklijke Maatschappij ter Aanmoediging van Schone Kunsten en zetelde in het bestuur.
- In 1865 was hij medestichter, samen met De Keyser, De Laet en Guffens, van de Maatschappij ter vervollediging van het Antwerpsch Museum, met als doel zoveel mogelijk verdienstelijke Antwerpse meesters te doen vertegenwoordigen in het Museum.

## Privé
Leys was een zoon van drukker en lithograaf, drukker van religieuze tekeningen, Henri Leys en van Marie-Thérèse Craen. Hij trouwde in Antwerpen in 1841 met Adelaïde (Adèle) van Haren (1817-1865). Ze hadden twee dochters en een zoon, Julien Leys (hierna).
In 1865 werd Henri tot persoonlijke adeldom verheven met de titel baron.

## Julien Leys
In 1877 werd zijn zoon, Julien Leys (Antwerpen, 4 mei 1842 - Parijs, 3 juni 1908), legatiesecretaris, in de erfelijke adel opgenomen, met de titel baron, overdraagbaar op alle afstammelingen die de naam dragen. Hij bleef vrijgezel, zodat zijn overlijden ook het uitdoven van de adellijke familie Leys betekende.

## Galerij

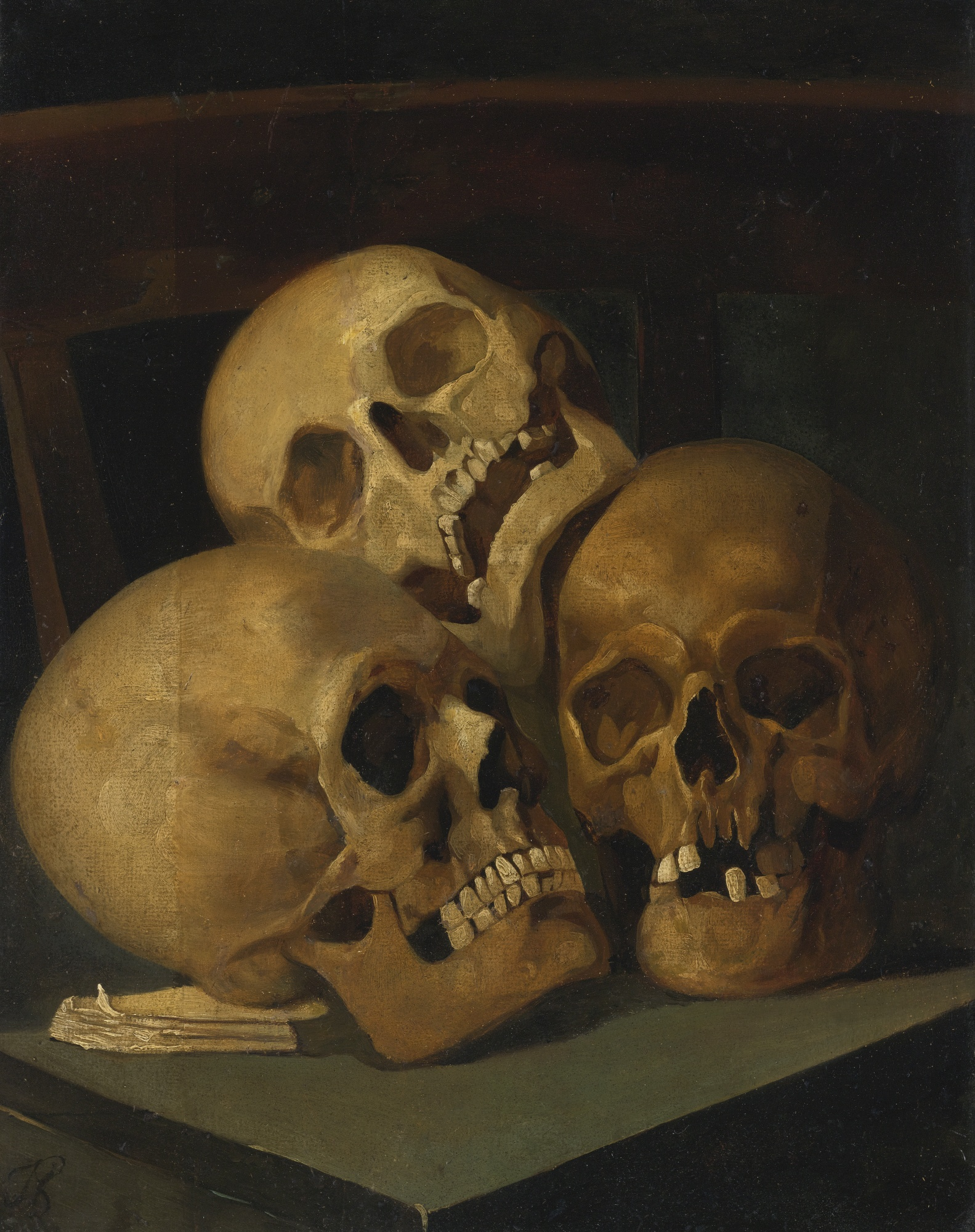
Stilleven met drie schedels, 1869
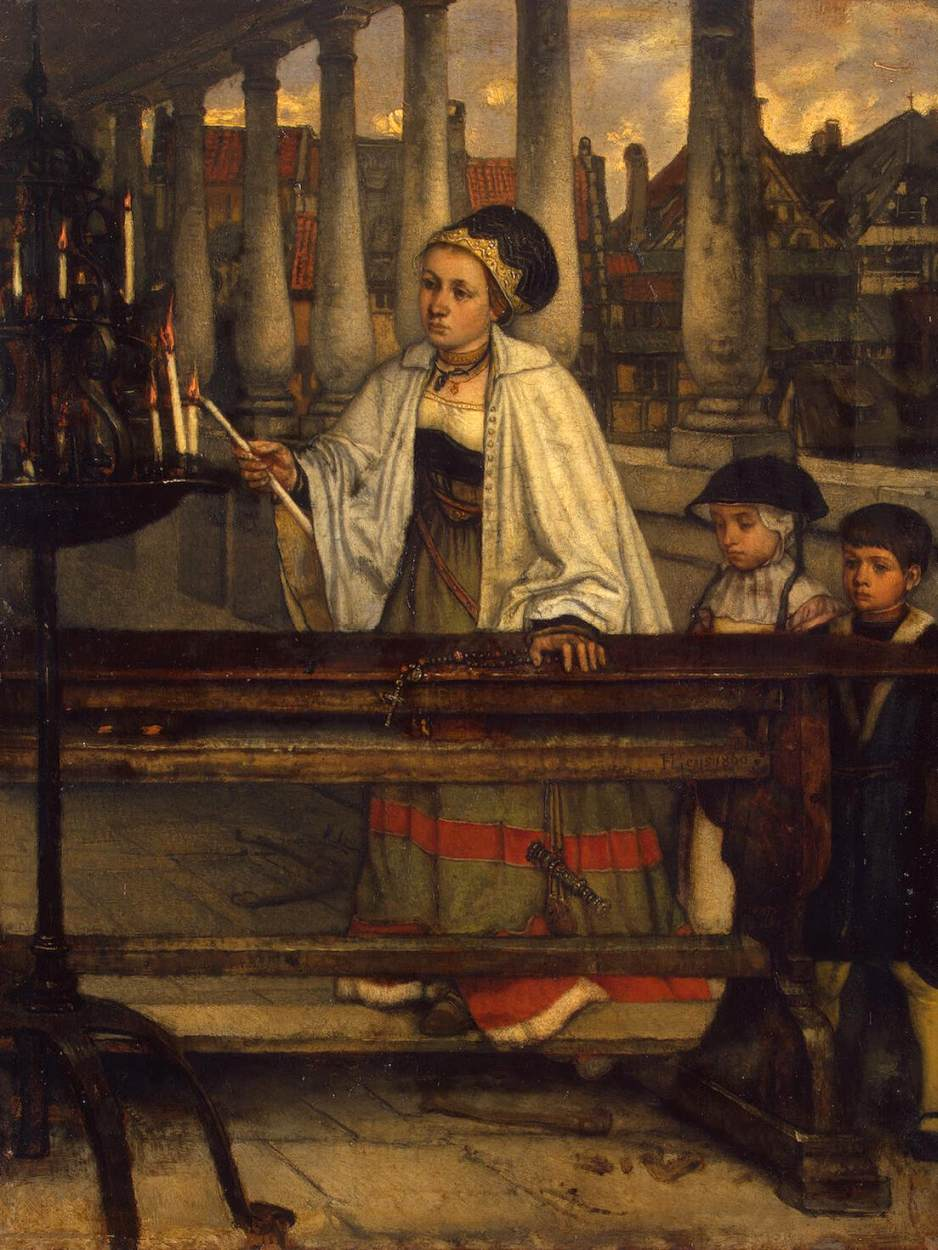
Devotie, 1860
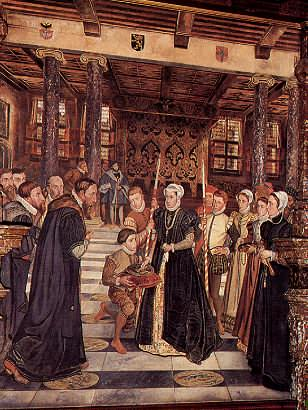
Margaretha van Parma en de sleutels van de stad, voor 1869

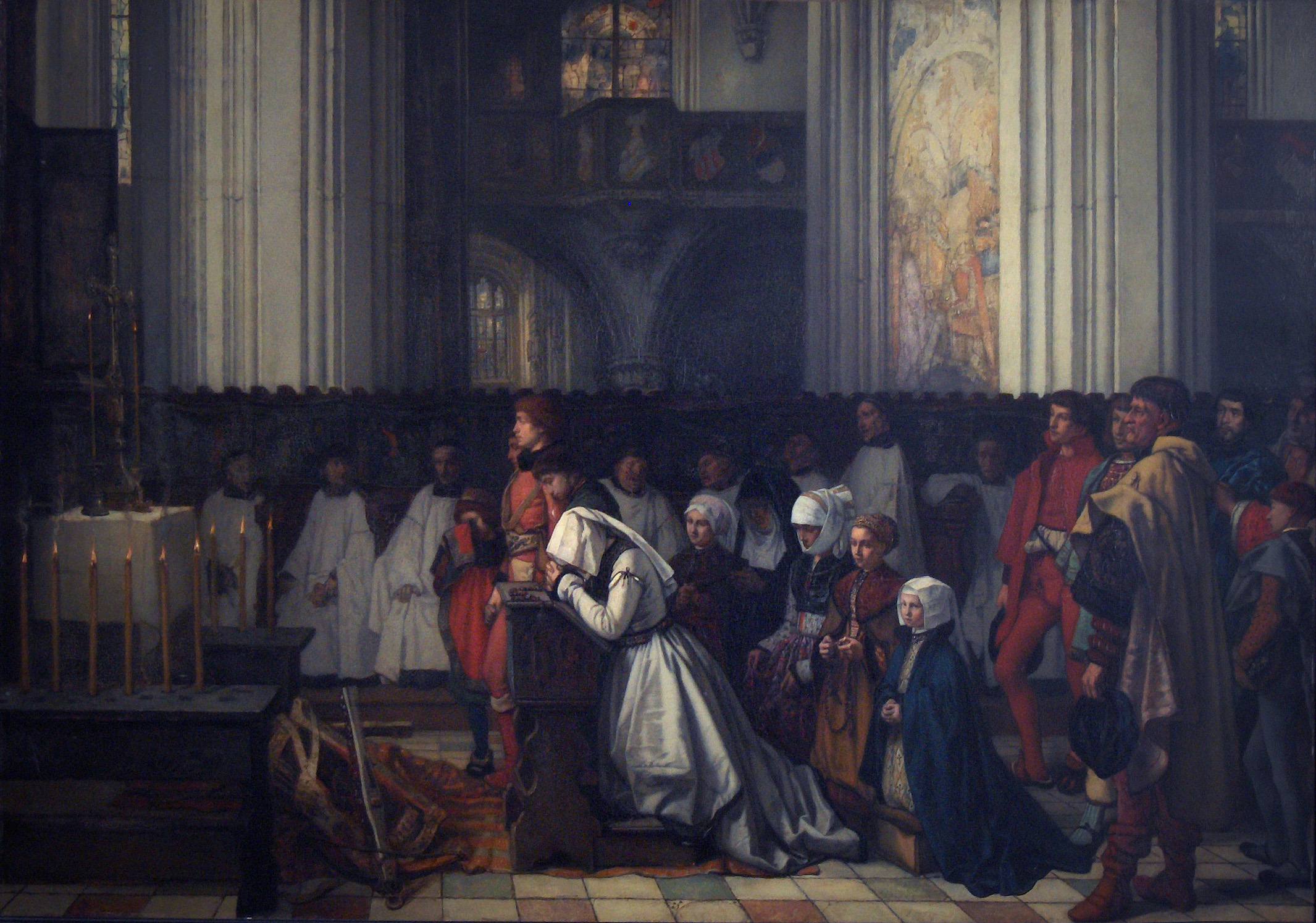
De dertigdagenmis voor Berthal de Haze (1854)
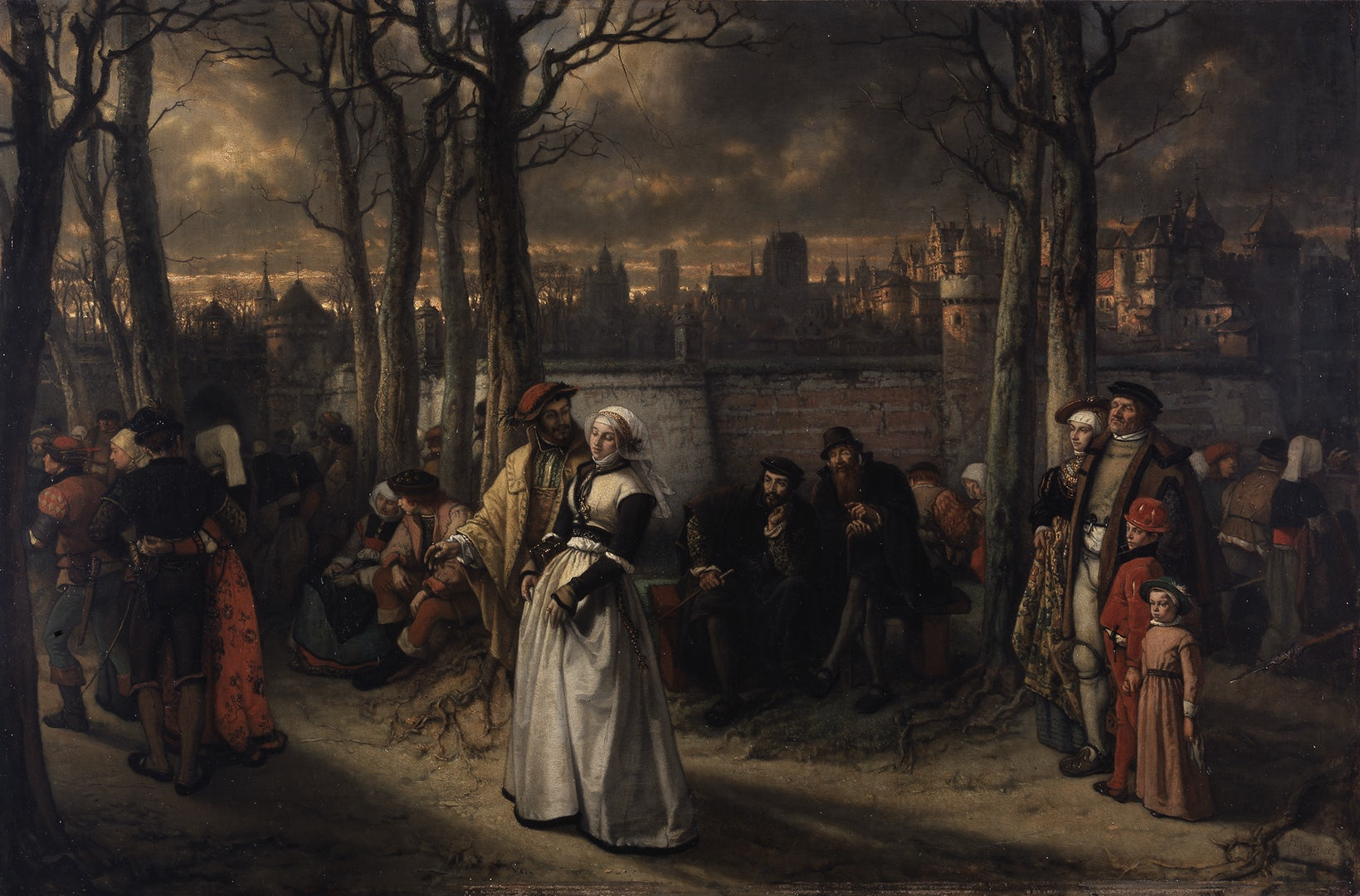
Wandeling buiten de muren (1854)
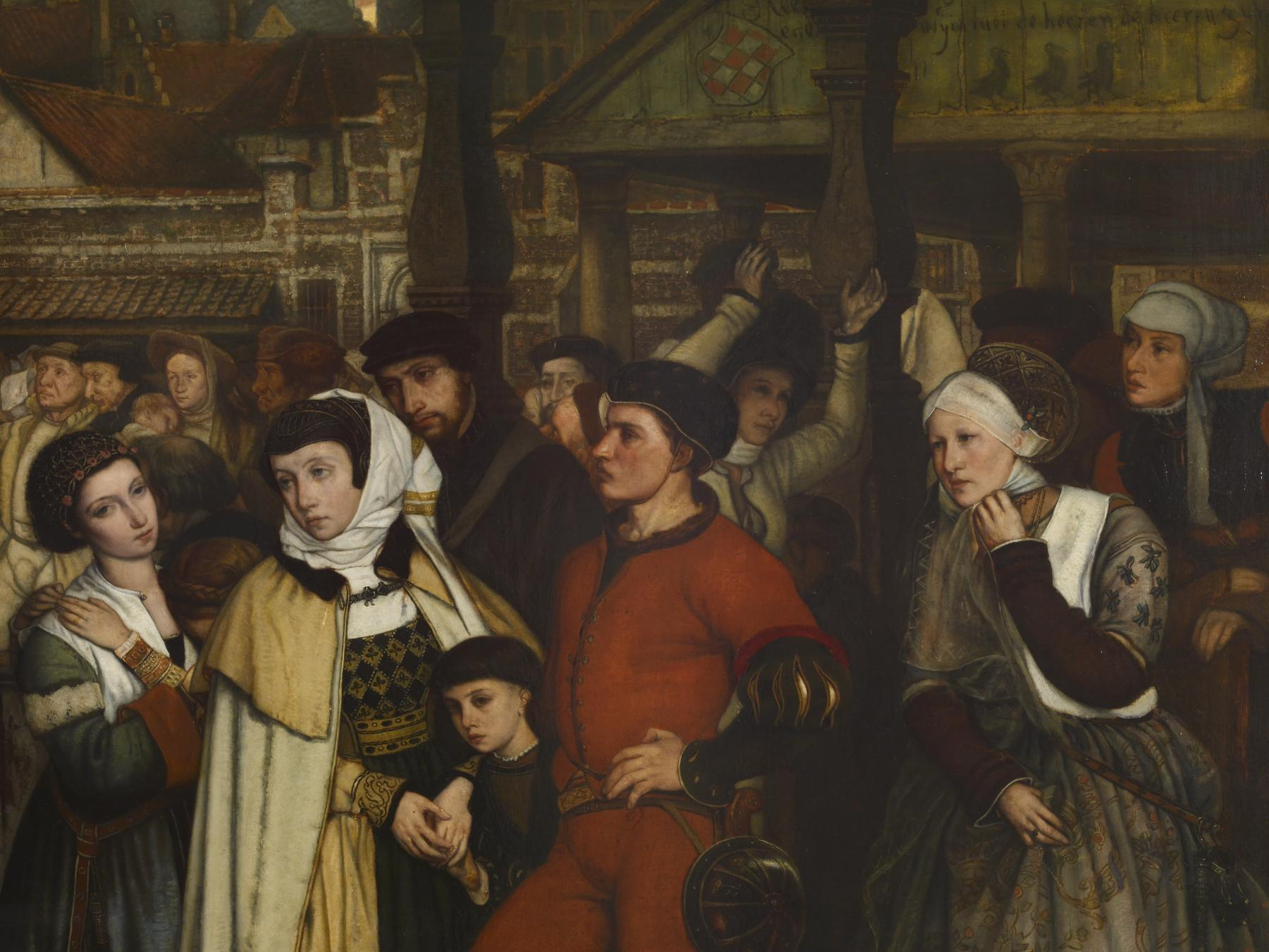
Het edict van Karel V, ca. 1861 (uitsnede)
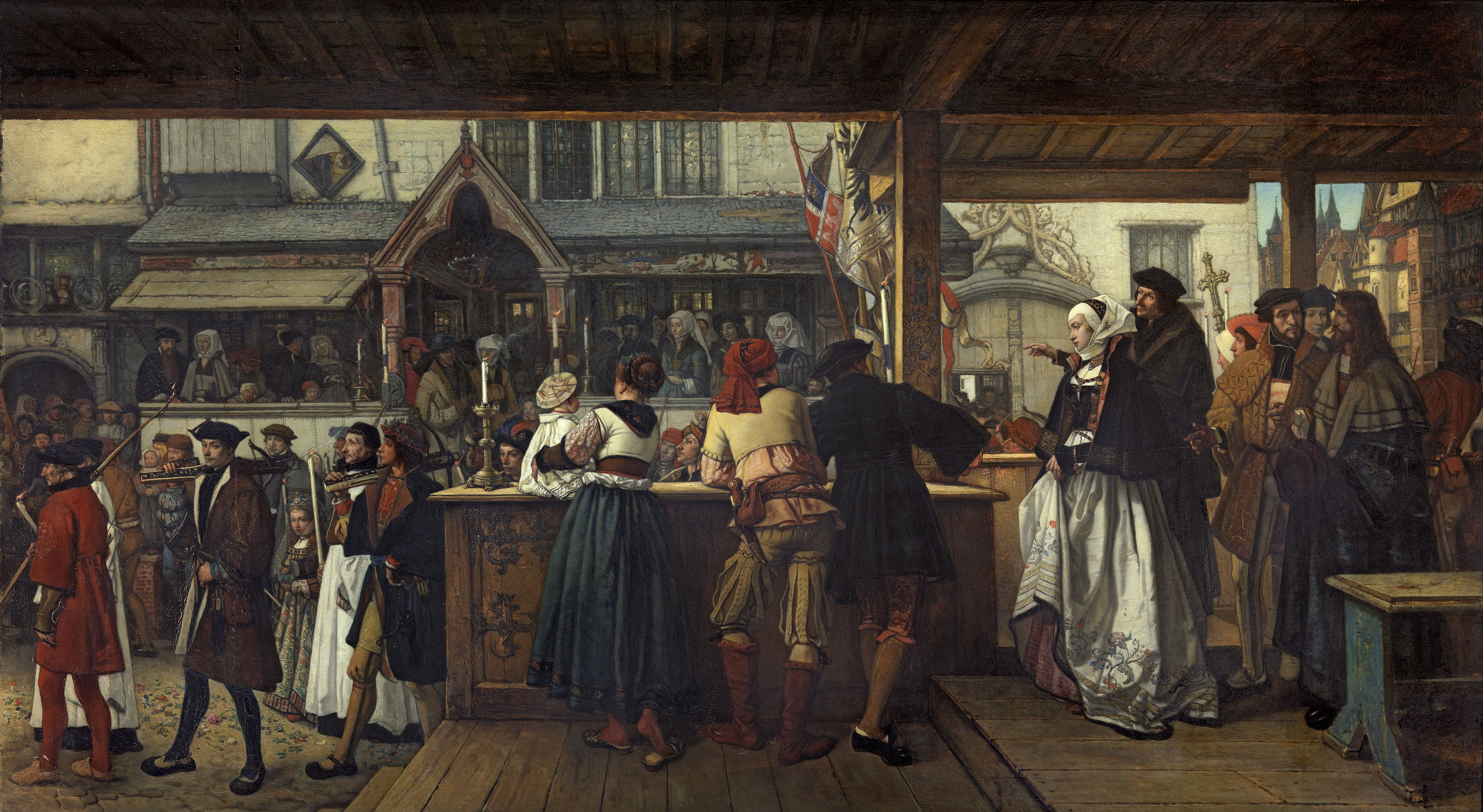
Bezoek van Albrecht Dürer in Antwerpen in 1520, 1855, Koninklijk Museum voor Schone Kunsten Antwerpen